# ناو کلاس کرسی
کروزر کلاس کرسی (به انگلیسی: Cressy-class cruiser) یک کلاس از کشتی است که طول آن ۴۷۲ فوت (۱۴۳٫۹ متر) می‌باشد.